# Stanowice (przystanek kolejowy)
Stanowice – przystanek kolejowy w Stanowicach, w województwie dolnośląskim, w Polsce. Znajduje się na linii 137 Katowice – Legnica.

## Ruch pasażerski
| Rok  | Wymiana pasażerska na dobę |
| ---- | -------------------------- |
| 2017 | 20-49                      |
| 2022 | 50-99                      |

## Połączenia[4]
- Dzierżoniów Śląski x7
- Kłodzko Główne x6
- Kłodzko Miasto x5
- Legnica x8